# Philadelphe de Gerde
Philadelphe de Gerde ou Filadèlfa de Gerda (en occitan) (1871-1952), de son vrai nom Claude Duclos, est une félibresse écrivant en langue d'oc.

## Biographie
Née en 1871 à Banios, dans les Hautes-Pyrénées, l'autrice prend pour nom de plume Philadelphe de Gerde en référence au village où elle passe l'essentiel de sa vie, Gerde, près de Bagnères-de-Bigorre. C'est en bigourdan qu'elle publie ses premiers poèmes, signés Filadèlfa, dans L'Avenir, journal local. Invitée par Frédéric Mistral aux fêtes de la Sainte-Estelle à Carcassonne en mai 1893, elle y est acclamée par les félibres. Marius André, poète provençal, lui dédie un poème d'amour La Glòri D'Esclarmoundo (Fraire Seguin, 1894) ; mais la belle épousera Gaston Réquier en 1905 à Nice[réf. nécessaire]. En 1899, elle est lauréate des jeux floraux du Félibrige. Lors de la Sainte-Estelle de Pau en mai 1901, elle décide de se consacrer au souvenir de sa langue. Elle se retire auprès de son mari, passant leurs hivers en Provence où elle compose les Cantos en Dò, chants de deuil et de colère.

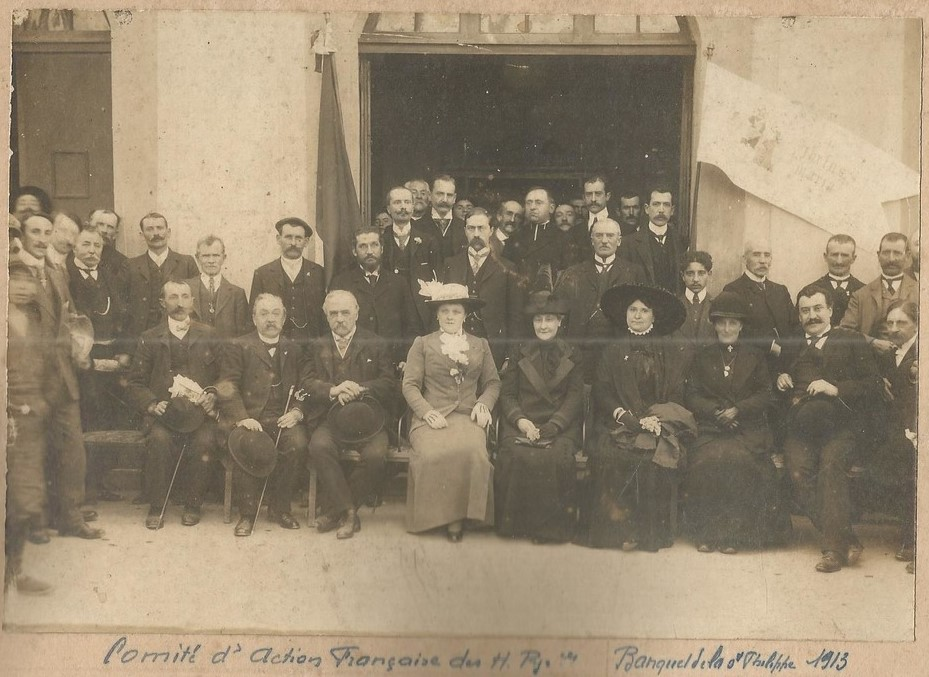
Philadelphe de Gerde présente à une réunion d'Action française en 1913 à Tarbes (3ème femme au premier rang).

En 1909, à la suite de divers incidents (démission du capoulié Pierre Dévoluy, intervention de Philadelphe pour faire élire Valère Bernard) elle fonde L'Estello, journal d'expression occitane que son mari cesse de financer dès 1911. Elle quitte le Félibrige, et se rapproche de l'Action française, qui partage ses idéaux catholiques et régionalistes. Bernadeto est un poème de remerciements à Notre-Dame de Lourdes. Philadelphe de Gerde fait partager son attachement au nationalisme occitan, voyageant dans le Sud-Est, créant la « Ligue Guyenne et Gascogne »,. Elle anime la Frairia ded Desvelh et le groupe Nous-Auti, promouvant les costumes, danses, chants et coutumes régionaux. Les liens ne sont pas rompus avec le Félibrige: en 1924, l'Académie des Jeux floraux lui décerne des lettres de maîtrise. Le 30 avril 1925, au Capitole de Toulouse, elle déclame en langue d'oc L'Éloge de Clémence Isaure. Cette reprise de contact avec les félibres l'aide à mieux fixer la graphie de ses poèmes, selon les principes de l'Escôla Occitana.
En 1930, son mari décède. Mais elle continue de parcourir sa région sans se lasser jusqu'en 1939 ; coiffée du capulet noir bigourdan, en signe de deuil pour la langue et les coutumes de Bigorre.
En 1934, elle est présidente du groupe des Dames d'Action française des Hautes-Pyrénées.
Sa dernière apparition en mai 1950 à Toulouse lors des fêtes de la Sainte-Estelle fut un triomphe, organisé par l'Académie des Jeux floraux et le Félibrige. Elle meurt le 22 août 1952.

## Œuvres
- Posos perdudos (La Province, 1892)
- Brumos d'autono (Joseph Roumanille, Avignon 1893)
- Trilogie des Cantos
  - Cantas d'azur (1897) couronné en 1899 par l'Académie des Jeux floraux.
  - Cantas d'eisil (1902)
  - Cantas en do (Mâcon, Protat frères 1909)
- Bernadeto (Bernadeta (Édouard Privat, Toulouse 1909 ; Henri Didier, Paris 1934)
- Eds crids (Édouard Privat, Toulouse 1930)
- Eux... ou la Bigorre en ce temps-là (Édouard Privat/Henri Didier, 1934)
- Le Message de Mistral ; avant-propos par Philadelphe de Gerde (L'escolo deras Pireneos, 1941)
- Se canti quand canti (1949) Lire en ligne
  - Les épousailles : Scène chorale à 5 voix mixtes ; musique de F. de La Tombelle ; poème de Philadelphe de Gerde, L'Orphéon A. Fougeray, Paris

## Postérité

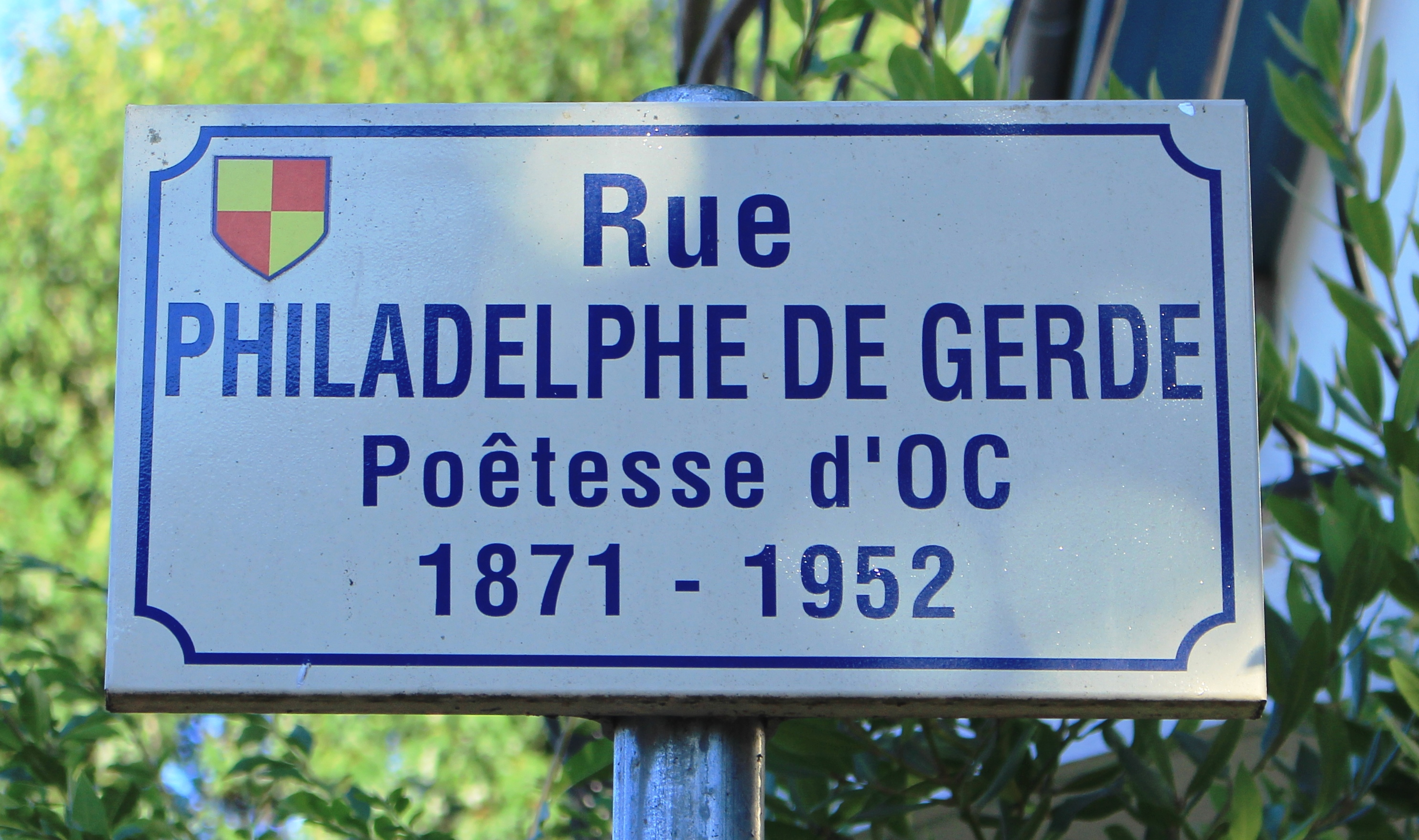
Rue de la commune de Tarbes hommage à Philadelphe de Gerde.

- Joseph Salvat édite Philadelphe de Gerde (Privat, 1963)
- L'association Eths Amics de Filadèlfa de Yerda (Gerde) perpétue son souvenir.
- Une rue de Toulouse, de Tarbes, et le lycée professionnel de Pessac en Gironde portent son nom.
- Dans La Belle Corisande, l'écrivain Joseph Delteil dresse d'elle ce portrait : « Nous venions de déjeuner à Gerde, chez la grande Philadelphe, la poète au verbe royal, au destin sacré, une des rares femmes qui m'évoquent la race des prêtresses antiques, gardiennes du feu, de la cité, de l'honneur, dont la majesté auréolée de prophétisme éclate dans un œil soleillant, et pour qui les Romains ont trouvé ce grand mot robuste et souverain comme un de leurs ponts : mater »[8].